# 판세라이코스 FC
판세라이코스 FC(그리스어: Πανσερραϊκός Π.Α.Ε., 영어: Panserraikos FC)는 1964년에 창단한 그리스 중앙마케도니아주 세레스를 연고로 하는 프로 축구 클럽이다. 그리스의 종합 스포츠 클럽인 MGS 판세라이코스(Μ.Γ.Σ. Πανσερραϊκός)의 축구팀으로 창단 되어 현재 수페르리가 엘라다에 참가하고 있다.

## 수상

### 국내 리그
- - 2부 리그 (5): 1964–65, 1971–72, 1979–80, 2007–08, 2022–23
  - 3부 리그 (2): 1993–94, 2014–15
  - 4부 리그 (1): 2019–20

## 선수 명단

### 현역
참고: FIFA 자격 규정에 따라 소속된 국가대표팀 국기를 표시합니다. 선수는 복수의 FIFA 비회원국 국적을 가지고 있을 수 있습니다.
| 번호 | 포지션 | 국적 | 이름              |
| ---- | ------ | ---- | ----------------- |
| 10   | FW     |      | 헤프테 베탕코르   |
| 31   | DF     |      | 에밀 베르그스트룀 |

| 번호 | 포지션 | 국적   | 이름            |
| ---- | ------ | ------ | --------------- |
| 93   | DF     | 알제리 | 모하메드 파레스 |

## 역대 감독
| 감독                     | 임기   |
| ------------------------ | ------ |
| 파블로 가브리엘 가르시아 | 2023 ~ |

틀:판세라이코스 FC 선수 명단